# Fritzstock
Ein Fritzstock (auch Fritzkrücke oder kurz Fritz) ist ein Stock, dessen Griff (der sogenannte Fritzgriff) an seinem oberen Ende einen rechten Winkel zum Stock bildet und der in typischer Weise geformt ist – ein Stock, wie ihn der in der zweiten Hälfte des 18. Jahrhunderts regierende Preußenkönig Friedrich II., genannt auch Der Alte Fritz, in seinen späten Lebensjahren benutzte.

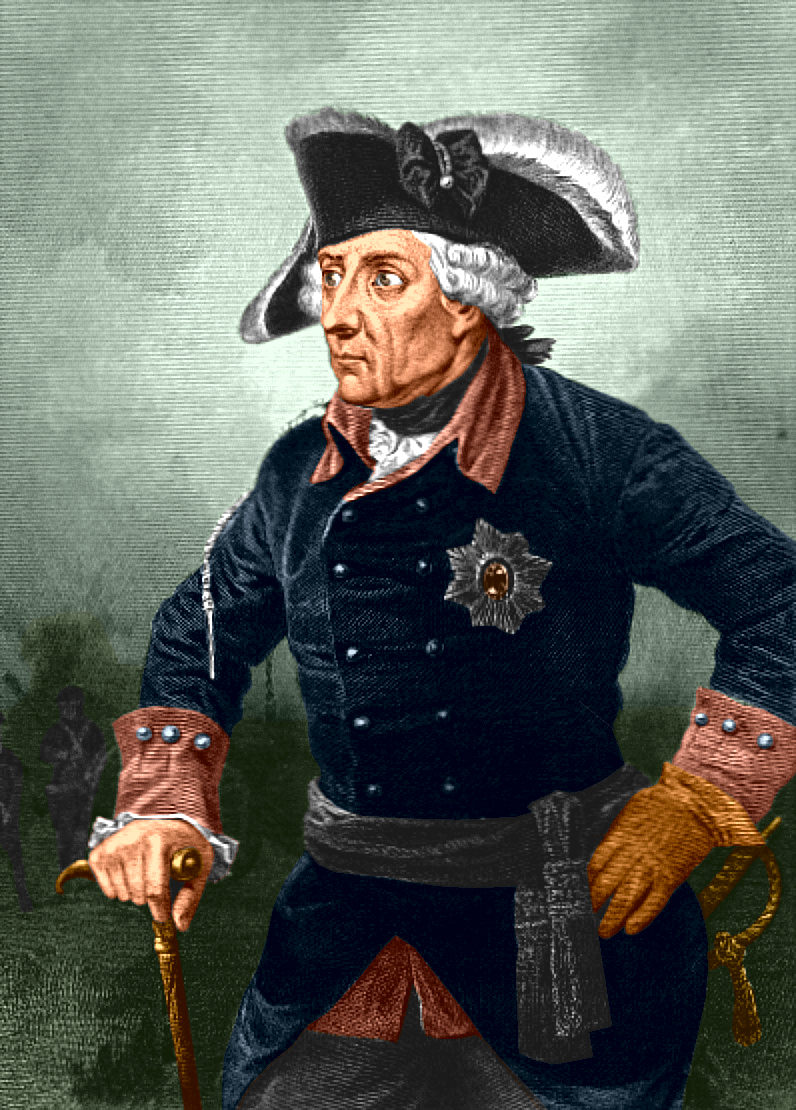
„Der Alte Fritz“ in späten Jahren, sich mit der rechten Hand auf einen Fritzstock stützend

Auf das untere Ende des Stocks ist heutzutage üblicherweise ein in sich etwas flexibles Laufgummi (Stockpuffer) gesteckt, das die Dämpfung der beim Aufsetzen des Stocks auf einen Untergrund entstehenden Schwingung bewirken (Stöße in das Schulter- oder Handgelenk werden gelindert) und durch Haftreibung ein Ausrutschen mit dem Stock auf dem Grund verhindern soll.
Statt des Gummipuffers am unteren Stockende kann eine Stockspitze aus Stahl oder Wolframcarbid bzw. einem anderen metallartigen Carbid aufgesteckt werden. Damit der Stock losgelassen werden kann, um etwas anderes anzufassen ohne ihn zu verlieren, kann eine Stockschlaufe unterhalb des Griffs montiert werden; die Schlaufe wird dann um das Handgelenk gelegt. Um den Stock gegen das Umfallen beim Abstellen zu sichern, ist die Montage eines Stockhalters unterhalb des Griffs möglich; mit dem Halter kann der Stock an die Kante einer Tischplatte o. a. gehängt werden.

## Verwendung eines Fritzstocks
Der Fritzstock kann sowohl ein orthopädietechnisches Hilfsmittel zum Gehen (Gehhilfe) als auch ein einfacher Spazierstock sein.

### Einsatz in der Medizin
In der Orthopädie wird der Fritzstock bei einem angeborenen oder erworbenen Form- oder Funktionsfehler des Stütz- und Bewegungsapparats eingesetzt, sowohl bei einer dauerhaften Behinderung als auch bei einem temporären Handicap (z. B. nach einem Unfall) – der Fritzstock ermöglicht hier bei einer leichten, aber kompensierbaren Gangstörung die Selbstständigkeit (ohne Hilfsperson) beim Gehen, wenn auch mit verlangsamtem Bewegungsablauf. Bei einer Kniegelenksarthrose können im Rahmen einer konservativen nichtpharmakologischen Behandlung mit einem Fritzstock, der „auf der kontralateralen Seite des betroffenen Gelenks gehalten“ wird, Belastungen des Kniegelenkes reduziert und ein Bewegungsschmerz gelindert werden. Im Gegensatz zur eigentlich vorgesehenen Anwendung des orthopädischen Hilfsmittels kommt es jedoch vor, „dass manche Patienten den Stock lieber ipsilateral tragen“, also auf der Seite der betroffenen Extremität.
Im Hilfsmittelverzeichnis der Gesetzlichen Krankenversicherung (GKV) ist der Fritzstock bei der medizinischen Indikation „leichtere Gehbehinderung ohne die Notwendigkeit einer Entlastung von Skelettabschnitten bei Krankheitszuständen oder Verletzungsfolgen mit Störung des Bewegungsapparates und gleichzeitiger Koordinations-/Gleichgewichtsstörung“ als ein zu verordnender Handstock beschrieben; er ist damit ein Hilfsmittel der medizinischen Rehabilitation.

### Einsatz als Gegenstand des Alltags
Ein Fritzstock kann auch einfach, ohne dass beim Benutzer ein körperliches Handicap vorhanden ist, im Alltag als Hand- bzw. Gehstock eingesetzt werden – so z. B. als Spazierstock bei einem Spaziergang oder als Wanderstock bei einer Wanderung. Ob es infolge des Todes Friedrichs des Großen (1786) zu einem verstärkten Gebrauch dieser speziellen Stockform als Ausdruck eines tatsächlichen oder vermeintlichen sozialen Status kam (frei nach dem Motto „Etwas vom Ruhme Friedrichs wird durch den Gebrauch eines Fritzstocks auf mich abfärben“), ist nicht überliefert. Ab etwa Mitte des 20. Jahrhunderts wandelten sich zudem die Ansichten über den Gebrauch eines Spazierstocks.
Für den Einsatz bei regnerischem Wetter sind Kombinationen eines Fritzstocks mit einem Schirm verfügbar, entweder als Schirmstock oder als Stockschirm. Ein Schirmstock kann in Stock und Schirm getrennt werden, indem der Stock aus dem Griff des Schirms herausgezogen wird. Beim Stockschirm wird der Schirm aus dem röhrenförmigen Stock herausgezogen, um Stock und Schirm zugleich aber nach Funktionen getrennt nutzen zu können.
Um den Stock auch bei Schnee oder Eis einsetzen zu können, lässt sich oberhalb des unteren Stockendes eine Eiskralle um den Stock klemmen, die bei Bedarf heruntergeklappt wird.

### Gebrauch durch Friedrich II.

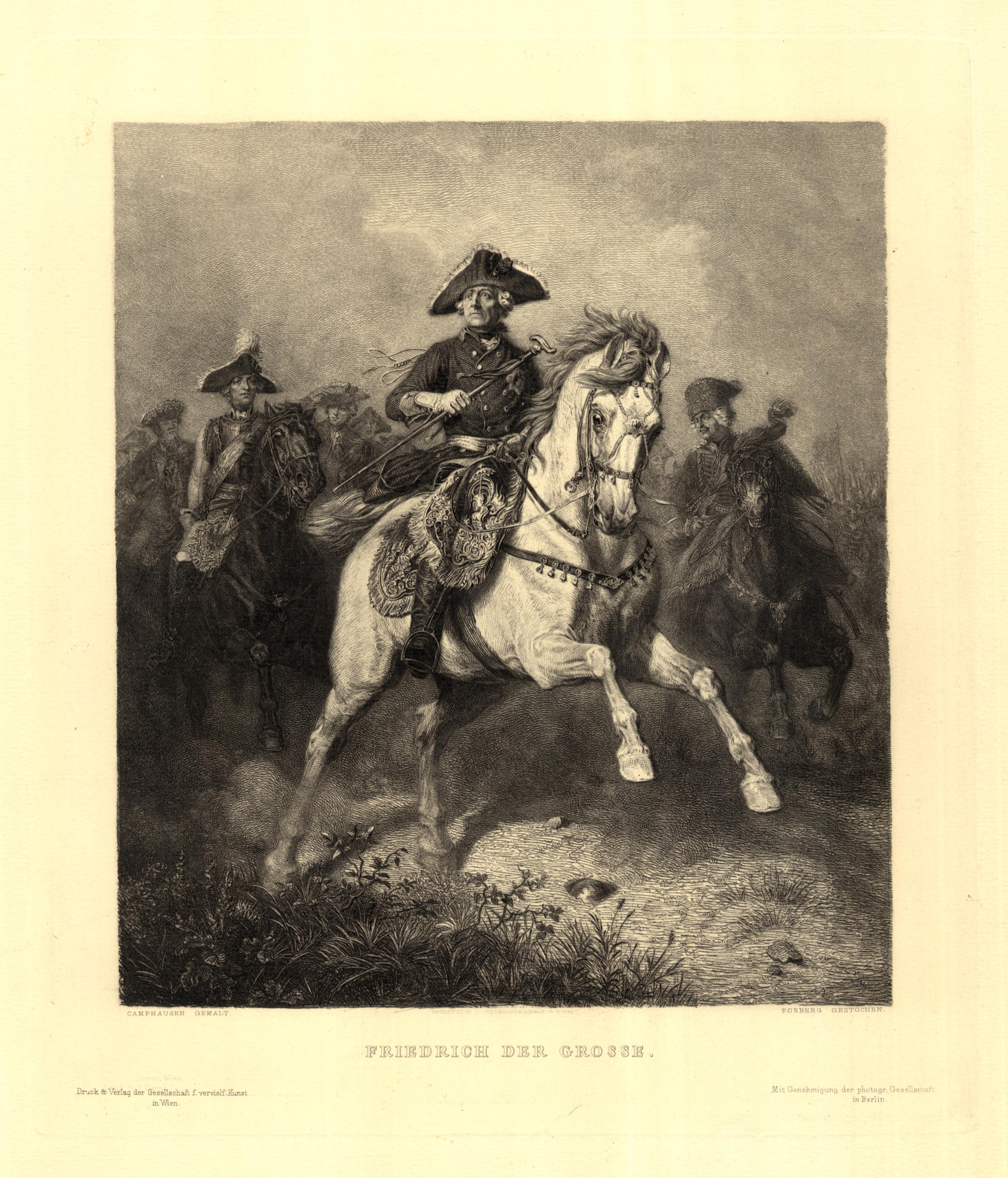
Friedrich der Große zur Zeit des Siebenjährigen Krieges, einen Fritzstock in der rechten Hand haltend

Es ist nicht überliefert, ob der Alte Fritz (Friedrich der Große) seinen Stock wegen eines tatsächlichen körperlichen Handicaps (Rheuma und Arthritis) oder als soziales Signal verwendete. Ebenso ist nicht überliefert, ab welchem Zeitpunkt Friedrich überhaupt einen Handstock verwendete – sein aus dem Siebenjährigen Krieg überliefertes Zitat „Mir ist nichts geblieben, außer Hut, Stock, Ehre und Porzellan“ weist jedoch darauf hin, dass er um 1760 einen Stock benutzte. Welche Form der Stock zu jener Zeit hatte, ist fraglich. Spätere figürliche Darstellungen zeigen den Preußenkönig jedenfalls in der Zeit um 1780 mit einem Fritzstock.
Ob die Bezeichnung der Stockform als Fritzstock bereits zu Lebzeiten Friedrichs II. üblich war oder erst ab einem späteren Zeitpunkt, darüber sind Nachweise nicht vorhanden.
Dass Friedrich der Große allerdings eine Vorliebe für den Stock (als solchen) hatte (während die Soldaten der preußischen Armee ihn fürchteten), wird aus Friedrichs überliefertem Zitat „Der Kerl muß sich mehr vor dem Stock als vor dem Feinde fürchten!“ deutlich – womit in diesem Zusammenhang allerdings in Salz getauchte Hasel- und Birkenruten gemeint waren, die beim Spießrutenlaufen verwendet wurden. Während diese Form der Prügelstrafe durch andere ausgeführt wurde, muss der Preußenkönig auch persönlich den Stock gegen seine Bediensteten erhoben haben, wie in jüngsten Veröffentlichungen geschildert wird.

### Weitere bekannte Benutzer
Zu den in Deutschland regelmäßig im Alltag einen Fritzstock benutzenden bekannten Persönlichkeiten zählte Otto Graf Lambsdorff.

## Andere Stockformen
Vom Fritzstock zu unterscheiden sind andere Handstöcke wie der Derbystock (andere Griffform), der Fischerstock (nach Dr. Fischer, mit anatomischem Handgriff, der so gestaltet ist, „dass […] die gesamte Handinnenfläche zur Abstützung herangezogen werden kann“) und weitere Stockformen (siehe auch: Spazierstock).